# Yotsukaido
Yotsukaidō (四街道市 Yotsukaidō-shi) é uma cidade japonesa localizada na província de Chiba.
Em 2009 a cidade tinha uma população estimada em 86 456 habitantes e uma densidade populacional de 2 490 h/km². Tem uma área total de 34,70 km².
Recebeu o estatuto de cidade a 1 de Abril de 1981.

## Cidade-irmã
- Livermore, EUA (1977)